# L'Île déserte et autres textes
L'Île déserte et autres textes (sous-titré Textes et entretiens 1953-1974) est un ouvrage regroupant des textes courts (non republiés ailleurs) du philosophe français Gilles Deleuze paru aux éditions de Minuit en 2002.

## Table des matières
- Présentation

1. Causes et raisons des îles désertes, années 50, jamais publié
2. Jean Hyppolite, Logique et existence, 1954
3. Instinct et institutions, 1955
4. Bergson, 1859-1941, 1956
5. La conception de la différence chez Bergson, 1956
6. Jean-Jacques Rousseau précurseur de Kafka, de Céline et de Ponge, 1962
7. L'idée de genèse ans l'esthétique de Kant, 1963
8. Raymond Roussel ou l'horreur du vide, 1963
9. En créant la pataphysique Jarry a ouvert la voie à la phénoménologie, 1964
10. Il a été mon maître (sur Sartre et le Prix Nobel), 1964
11. Philosophie de la Série Noire, 1966
12. Gilbert Simondon, L'individu et sa genèse physico-biologique, 1966
13. L'homme, une existence douteuse, (sur Michel Foucault), 1966
14. La méthode de dramatisation, 1967
15. Conclusions sur la volonté de puissance et l'éternel retour, 1967
16. L'éclat de rire de Nietzsche, 1967
17. Mystique et masochisme, 1967
18. Sur Nietzsche et l'image de la pensée, 1968
19. Gilles Deleuze parle de la philosophie, 1969
20. Spinoza et la méthode générale de M. Gueroult, 1969
21. Faille et feux locaux, (sur Kostas Axelos), 1970
22. Hume, 1972
23. À quoi reconnaît-on le structuralisme ?, 1972
24. Trois problèmes de groupe, 1972
25. Ce que les prisonniers attendent de nous..., (GIP), 1972
26. Les intellectuels et le pouvoir (avec Michel Foucault), 1972
27. Appréciation, 1972
28. Deleuze et Guattari s'expliquent, 1972
29. Hélène Cixous ou l'écriture stroboscopique, 1972
30. Capitalisme et schizophrénie (avec Félix Guattari), 1972
31. Qu'est-ce que c'est, tes "machines désirantes" à toi ?, 1972
32. Sur les lettres de H.M., (GIP), 1972
33. Le froid et le chaud, (sur Gérard Fromanger) 1973
34. Pensée nomade, 1973
35. Sur le capitalisme et le désir (avec Félix Guattari), 1973
36. Cinq propositions sur la psychanalyse, 1973
37. Faces et surfaces (avec Stefan Czerkinsky), 1973
38. Préface à L'Après-Mai des Faunes, 1974
39. Un art de planteur, (sur Les Autres de Hugo Santiago), 1974

- Bibliographie générale
- Index